# Give Me All Your Luvin’
Give Me All Your Luvin’ – utwór muzyczny z repertuaru amerykańskiej piosenkarki Madonny, w którym gościnnie pojawiły się raperki Nicki Minaj i M.I.A. Pochodzi z dwunastego albumu studyjnego Madonny, MDNA, wydanego w marcu 2012 roku. W listopadzie 2011 piosenka w wersji demo wyciekła do internetu, a oficjalna premiera w ostatecznym kształcie odbyła się w dniu 3 lutego 2012, kiedy to wydano ją na pierwszym singlu promującym MDNA. Dystrybucji utworu towarzyszyła kampania promocyjna zawarta z Clear Channel, światowym liderem reklamy zewnętrznej. Równocześnie wyemitował go szereg stacji radiowych w Stanach Zjednoczonych, Wielkiej Brytanii, Australii i Nowej Zelandii, natomiast teledysk został wyświetlony na 1600 elektronicznych billboardach umiejscowionych na całym świecie. W tym samym czasie rozpoczęto cyfrową sprzedaż singla, a wideoklip pojawił się na YouTube.
„Give Me All Your Luvin’” jest dance-popową piosenką z elementami bubblegumu, nawiązującą stylistycznie do lat 60. Pojawiają się w niej elementy muzyki akustycznej i dubstepu, a także wersy rapowane przez Nicki Minaj i M.I.A. Obie artystki skandują w stylu cheeleaderskim stanowiące hook utworu słowa „L-U-V Madonna, Y-O-U you wanna”. W tekście pojawiają się nawiązania do muzyki i wizerunku Madonny z lat 80., a w całym utworze – do bubblegumowych piosenek Toni Basil i Gwen Stefani.
„Give Me All Your Luvin’” spotkał się z mieszanymi recenzjami krytyków. Niektórzy z nich chwalili brzmienie utworu i nazywali go chwytliwym, podczas gdy inni krytykowali jego marketingową genezę i tekst. Singel dotarł do pierwszych dziesiątek w niemal dwudziestu krajach, a numerem jeden był w czterech, między innymi Kanadzie. W Stanach Zjednoczonych uplasował się na dziesiątym miejscu listy Billboard Hot 100, dzięki czemu Madonna wzmocniła swoją pozycję wykonawcy z największą ilością piosenek w pierwszej dziesiątce tego notowania. Choć singel odniósł sukces w Europie, to jednak poniósł porażkę w Wielkiej Brytanii, gdzie jako pierwszy w karierze Madonny nie dotarł do pierwszej dwudziestki, a także Australii i Oceanii.
Teledysk do „Give Me All Your Luvin’” nagrano w stylistyce campu, a inspirację do niego stanowiły występ na Super Bowl, cheerleading i futbol amerykański. Wyreżyserowany przez grupę Megaforce wideoklip spotkał się z mieszanymi recenzjami krytyków. Dwa dni po premierze singla Madonna wystąpiła w przerwie Super Bowl XLVI, finałowego meczu rozgrywek Stanów Zjednoczonych w futbolu. Cała transmisja osiągnęła najwyższą oglądalność w historii amerykańskiej telewizji, podczas gdy widowiskowy koncert Madonny przyciągnął przed telewizory średnio o niemal 3 miliony widzów więcej niż sam mecz. W trakcie premierowego występu z „Give Me All Your Luvin’” w towarzystwie grupy cheerleaderek, Nicki Minaj i M.I.A., ostatnia z nich pokazała ku kamerze środkowego palca, co spowodowało wybuch medialnego skandalu.

## Geneza
W lipcu 2011 roku Madonna rozpoczęła nagrywanie swojego dwunastego albumu studyjnego, MDNA. Artystka nawiązała współpracę z francuskim muzykiem i DJ-em Martinem Solveigem, z którym stworzyła w sumie sześć piosenek, w tym „Give Me All Your Luvin’”. Utwór został przez nich obojga napisany i wyprodukowany, a w skomponowaniu go pomógł Michael Tordjman. W nagraniu pojawiły się gościnnie Nicki Minaj i M.I.A., raperki pochodzące kolejno z Trynidadu i Tobago oraz Anglii, które ponadto napisały wykonywane przez siebie wersy. Solveig przyznał, że jedynym powodem do wydania tego utworu na pierwszym singlu był fakt, że pojawili się w nim goście.
Madonna skomentowała ze współpracę raperkami: „Jestem fanką ich osiągnięć muzycznych, ponadto podziwiam ich niezależność, dusze, bezczelność, unikatowość, oryginalne wokale i to, że nie są konwencjonalnymi gwiazdami pop. Naprawdę je uwielbiam”. Później wypowiedziała się o nich: „Można by długo o tym opowiadać, ale to zajebiste suki. Obie są mądre, sprytne i mają w sobie dużo siły. Nie wykorzystują swojej seksualności, by sobie z kimś pogrywać, nie udają słodkich. Nie są naiwne. Są za to twarde i inteligentne. Nie radzę z nimi zadzierać”. M.I.A. wypowiedziała się natomiast: „[Madonna] jest oryginalna. Jeśli ktoś taki jak ona chce mnie wspierać, to jest to naprawdę dużym zaszczytem. Moja mama będzie dużo bardziej zadowolona z tej współpracy, niż z wydania «Galang» [pierwszego singla M.I.A. – przyp. tłum.]. Jako artystki, reprezentujemy dwa zupełnie przeciwne rejony świata. Możliwość naszego współdziałania muzycznie czy nad czymś w stylu Super Bowl jest naprawdę ciekawą rzeczą”.

## Demo „Give Me All Your Love”
8 listopada 2011 do internetu wyciekła, początkowo we fragmentach, a potem w całości, wersja demo utworu „Give Me All Your Luvin’” zatytułowana „Give Me All Your Love”. Pojawiły się w niej wokale Madonny i Minaj, natomiast nieobecna w nagraniu była M.I.A. Wpisy na portalu Twitter dotyczące singla dotarły po kilku godzinach do pierwszej dziesiątki najpopularniejszych tematów serwisu. 22 grudnia 2011 aresztowano mężczyznę odpowiedzialnego za wyciek.

### Odbiór krytyków
Wersja demo spotkało się z mieszanymi recenzjami. Priya Elan z „NME” porównała go do wcześniejszych utworów Madonny: „Beautiful Stranger” (1999), „Amazing” (2000) i „Ray of Light” (1998), a także napisała: „Zestawiając [piosenkę] z europopowym brzmieniem [Lady] Gagi czy zimnym klimatem Hard Candy, nasuwa się wniosek, że Madonna brzmi tu niczym ta stara, dobra Madonna, co z pewnością jest powodem do radości”; ponadto, pozytywnie o utworze wypowiedzieli się recenzenci MTV i „Digital Spy”. Lanford Beard z „Entertainment Weekly” negatywnie ocenił utwór, pisząc w swojej recenzji: „«Give Me All Your Love» to: spotkanie Katy Perry z Gwen Stefani, echa beznadziejnych flirtów Ashlee Simpson z new wave’owymi syntezatorami i gitarami oraz dubstepowy breakdown z «Hold It Against Me» [Britney Spears]. I właśnie na tym polega cały problem. Madonna jest artystką, kobietą, która przez ponad cztery dekady udowadniała nam, że stać ją na nagrywanie czegoś naprawdę bardziej twórczego, radosnego niż to. «Love» jest ckliwe, wtórne i, szczerze, nudne – takie single z niższej półki chętniej słuchałbym w repertuarach mniej doświadczonych gwiazdek popu”.

## Wydanie
Pod koniec stycznia 2012 wytwórnia Interscope Records poinformowała o wydaniu „Give Me All Your Luvin’”, pierwszego singla z dwunastego albumu studyjnego Madonny, MDNA (który ukaże się 26 marca tego samego roku) w piątek, 3 lutego. Jego promocja odbyła się we współpracy ze światowym liderem reklamy zewnętrznej, Clear Channel Communications. Premiera odbyła się równocześnie o godzinie 9 a.m. ET (15 czasu polskiego) za pośrednictwem stacji radiowych należących do Clear Channel, w tym ponad stu w Stanach Zjednoczonych (m.in. Z100 i KTU w Nowym Jorku oraz KIIS FM w Los Angeles), w Australii i Nowej Zelandii, a także w Wielkiej Brytanii na kanałach Global Radio’s Capital FM Network. Do końca weekendu wszystkie te stacje emitowały piosenkę dokładnie co godzinę, ponadto na ich antenach pojawił się megamiks niewydanych jeszcze utworów z MDNA, a premierze towarzyszyła zapowiedź singla mówiona przez Madonnę. „Give Me All Your Luvin’” był także promowany na 1600 elektronicznych billboardach. Równocześnie udostępniono go na stronie internetowej iHeart Radio (należącej do Clear Channel), poprzez YouTube i na elektronicznych billboardach odbyła się premiera teledysku do piosenki, a singel został wydany w sprzedaży cyfrowej w sklepie iTunes Store. Później ukazał się tam także remiks zatytułowany Party Rock Remix, w którym gościnnie pojawił się zespół LMFAO.
Także 3 lutego, o godzinie 15 „Give Me All Your Luvin” wyemitowała polska radiostacja RMF FM. 6 marca singel zostanie wydany w sieci sklepów Empik.

## Kompozycja i tekst
„Give Me All Your Luvin’” jest dance-popowym utworem z elementami bubblegum popu. Opiera się na elektronicznym bicie, ponadto pojawiają się w nim dźwięki syntezatorów i perkusji, dubstepowy bridge i akustyczny breakdown. Muzycznie, piosenka jest nawiązaniem do popu lat 60. i wczesnych nagrań Madonny z lat 80., a krytycy wskazali w niej nawiązania do pochodzących z repertuaru artystki utworów „Burning Up” (1982) i „Beautiful Stranger” (1999), a także „Hollaback Girl” (2005) Gwen Stefani i „Mickey” (1982) Toni Basil.
„Give Me All Your Luvin’” opiera się na cheeleaderskich okrzykach: „L-U-V Madonna, Y-O-U you wanna” („K-O-C-H-A-J Madonna, T-Y chcesz”). Refren skupia się na słowach: „Give me all your Luvin’ / Give me your love / Give me all your love today” („Daj mi całą swą miłość”). W kwestiach rapowanych w szybkim tempie przez Nicki Minaj pojawia się nawiązanie do jej scenicznego alter ego Romana Zolanskiego oraz paska z napisem Boy Toy, jednego z ikonicznych elementów wizerunku Madonny z lat 80. M.I.A. rapuje z kolei wolniej niż poprzedniczka, wykorzystując kilka wyrazów nazwanych przez recenzenta z magazynu „Billboard”, Andrew Hamppa, „naukowymi epitetami” („supersonic, bionic, uranium” – „ultradźwiękowy, bioniczny, uranowy”) i wieńcząc swoje wersy słowami: „I’ma say this once – yeah, I don’t give a shit” („Powiem to tylko raz – wali mnie to”). W śpiewanym przez Madonnę fragmencie: „In another place, at a different time / You can be my lucky star” („W innym czasie i miejscu mógłbyś być moją szczęśliwą gwiazdą”) pojawia się natomiast nawiązanie do jednego z pierwszych singli artystki, „Lucky Star” (1983).

## Odbiór

### Krytyczny
Singel „Give Me All Your Luvin’” spotkał się z mieszanym przyjęciem krytyków. John Mitchell z amerykańskiego oddziału MTV napisał w swojej recenzji: „Za sprawą prostego, niemożliwie chwytliwego refrenu i przesłania: «przetańczmy swoje życie», piosenka (...) brzmi, jakby klasyczna Madonna postanowiła powrócić do dynamiki ze swoich nagrań z powszechnie wysławianego, elektroniczno-tanecznego albumu Ray of Light [1998]”. Caryn Ganz z magazynu Spin skomentował obecność Madonny, Minaj i M.I.A. słowami: „Każdy perfekcyjnie gra swoje role”. Singel został także pozytywnie przyjęty przez Liz Kelly Nelson z „Los Angeles Times”, która nazwała go „niezaprzeczalnie chwytliwym”. Jim Farber z „New York Daily News” pochwalił odejście Madonny od „chłodnego i wyrafinowanego” stylu jej poprzedniego albumu, Hard Candy (2008), a także podobieństwo do wczesnych nagrań wokalistki i odmienność w porównaniu ze współczesną muzyką klubową (zwracając jednak uwagę na Minaj i M.I.A., które „przypominają nam, w której dekadzie jesteśmy”). Recenzent napisał także: „«Luvin’» nie jest perfekcyjną popową piosenką. Jest tylko zabawą. Prezentuje ten typ humoru, z którego Madonna mogłaby korzystać częściej”. Glenn Gamboa z gazety „Newsday” nazwał utwór „wielkim”, „niesubtelnym” i „pełnym zabawy”. Pozytywnie wypowiedział się o nim także Michael Cragg z „The Guardian”, który określił go epitetami: „niezły” i „bardzo radosny”, podkreślił kontrast między dynamicznym rapem Minaj a spokojnym M.I.A., ale również skrytykował pozbawiony emocji wokal Madonny. Cristin Maher z PopCrush zwrócił uwagę na „zakaźną jakość” i przewidział wzmożoną emisję radiową singla.

„Give Me All Your Luvin’” mówi nam, jaki jest główny cel w nagrywaniu obecnie muzyki przez Madge. Może zabrzmi to cynicznie, ale przez ostatnie kilka lat królowa popu zajmowała się swoją marką, a nie prawdziwą sztuką, podając nam identyczne motywy, wizerunki i każąc je konsumować bez żadnego „ale”. Piosenki takie jak „4 Minutes” [2008] czy „Celebration” [2009] nie są niczym innym, jak po prostu reklamą Madonna Inc. (...) Choć [„Give Me...”] jest idealnym kawałkiem do radia (czemu pomaga marketingowa obecność Nicki Minaj i M.I.A.), to jednak jest też zaskakująco... wtórny. Madonna śpiewa: „Wszystkie piosenki brzmią identycznie, więc wstąp do mojego świata”, ale mimo że [singel] (...) rzeczywiście brzmi inaczej, niż wszystko to, co gra obecnie radio, to jednak nie jest tym, czym „Justify My Love” był w 1990, „Frozen” w 1998, „Music” w 2000, a nawet „Hung Up” w 2005 (...). Różnica między, powiedzmy, „Into the Groove” [1985] a „Give Me All Your Luvin’” jest taka, że Madonna chce od nas wszystkich naszych pieniędzy – tfu, „luv” (tak to teraz dzieciaki nazywają „love” [miłość]) (...). Cała ta machina promocyjna związana z premierą singla, współpraca z Clear Channel, występ na Super Bowl zapierają dech w piesiach, ale nie ma w tym wszystkim odważnej blond ambicji.

„Give Me All Your Luvin’” spotkał się jednak również z negatywnymi recenzjami. Andrew Hampp z magazynu „Billboard” napisał: „Madonna nie brzmiała tak mechanicznie od czasu (...) swojego ostatniego albumu, Hard Candy. Oby jej inne współprodukcje z Solveigem, jak również wieloletnim współpracownikiem, Williamem Orbitem, zaowocowały lepszym dance-popem na MDNA”. Jody Rosen z „Rolling STone’a” oceniła piosenkę negatywnie, pisząc w swojej recenzji: „Madonna jest zdeterminowaną organizatorką imprezy, jaką jest premiera utworu (...). «Give Me All Your Luvin’» bezskutecznie stara się być zabawnym kawałkiem pop (...). Tekst jest agresywny i brzmi, jakby napisany na kolanie, przez co ma się raczej ochotę uciec i schować. Nawet obecność dwóch najodważniejszych gwiazd popu, Nicki Minaj i M.I.A., nie ratuje tej imprezy od totalnej porażki. N-I-E, dzięki, nie chcemy [nawiązanie do słów: «Y-O-U, you wanna» – przyp. tłum.]”. Kamil Babacz ze strony Porcys skrytykował singel za „zakrzyczenie” Madonny przez towarzyszki, brak emocji i dynamiki w jej wokalu, większą „chwytliwość” skandowania („L-U-V Madonna, Y-O-U you wanna”) niż samej melodii, produkcję porównywalną do nagrań Miley Cyrus, gitarowy beat, wtórny dubstepowy bridge oraz fakt, iż „na kilometr widać, że M.I.A. żałuje, że się tu znalazła”. Recenzent pochwalił jednak Minaj, która „jedyna (...) wie, co tu robi”, a także towarzyszący jej rapowi „zmodyfikowany beat”. Jon Pareles z „The New York Times” nazwał „Give Me All Your Luvin” autopromocyjnym utworem drugiej klasy i stwierdził, że obecność raperek nie wnosi do niego nic świeżego. Liz Kelly Nelson z „Los Angeles Times” skrytykowała fragmenty tekstu, nazywając je nieodpowiednimi do wieku Madonny (53 lata) i nie na miejscu.

### Komercyjny
W Stanach Zjednoczonych, „Give Me All Your Luvin’” zadebiutował na trzynastym miejscu listy „Billboardu” Hot 100 po zaledwie trzech dniach od premiery. Przez ten czas sprzedano w USA 115 tys. egzemplarzy cyfrowego singla, dzięki czemu znalazł się na siódmym miejscu notowania Hot Digital Songs, ponadto w amerykańskich stacjach radiowych wyemitowano go 2766 razy, co zapewniło mu debiut na dwudziestej szóstej pozycji Top 40 Mainstream. W kolejnym tygodniu piosenka dotarła do dziesiątego miejsca Hot 100, dzięki czemu Madonna wzmocniła swój rekord wykonawcy z największą ilością hitów w pierwszej dziesiątce w Stanach – udało jej się tam dotrzeć po raz 38. Singel zadebiutował na jedenastym miejscu Canadian Hot 100, by po tygodniu wspiąć się na szczyt listy, stając się 25. numerem jeden Madonny w Kanadzie.
W Wielkiej Brytanii darmowa sprzedaż singla cyfrowego w dniach 5 i 6 lutego doprowadziła do niskiego debiutu „Give Me All Your Luvin’” na UK Singles Chart. Po wejściu na listę na pozycję trzydziestą siódmą, po tygodniu singel wypadł z pierwszej pięćdziesiątki notowania. W Australii dotarł do pozycji dwudziestej piątej, a w Nowej Zelandii – o cztery miejsca niżej. Sukcesem okazał się w Europie, debiutując na pierwszym miejscu w Finlandii, a także docierając do pierwszych piątek list we Francji, Hiszpanii, Włoszech, Danii i Belgii oraz pierwszych dziesiątek w Niemczech i Szwajcarii. W Japonii singel osiągnął natomiast pozycję siódmą, a Korei Południowej – piątą.

## Wykonania na żywo

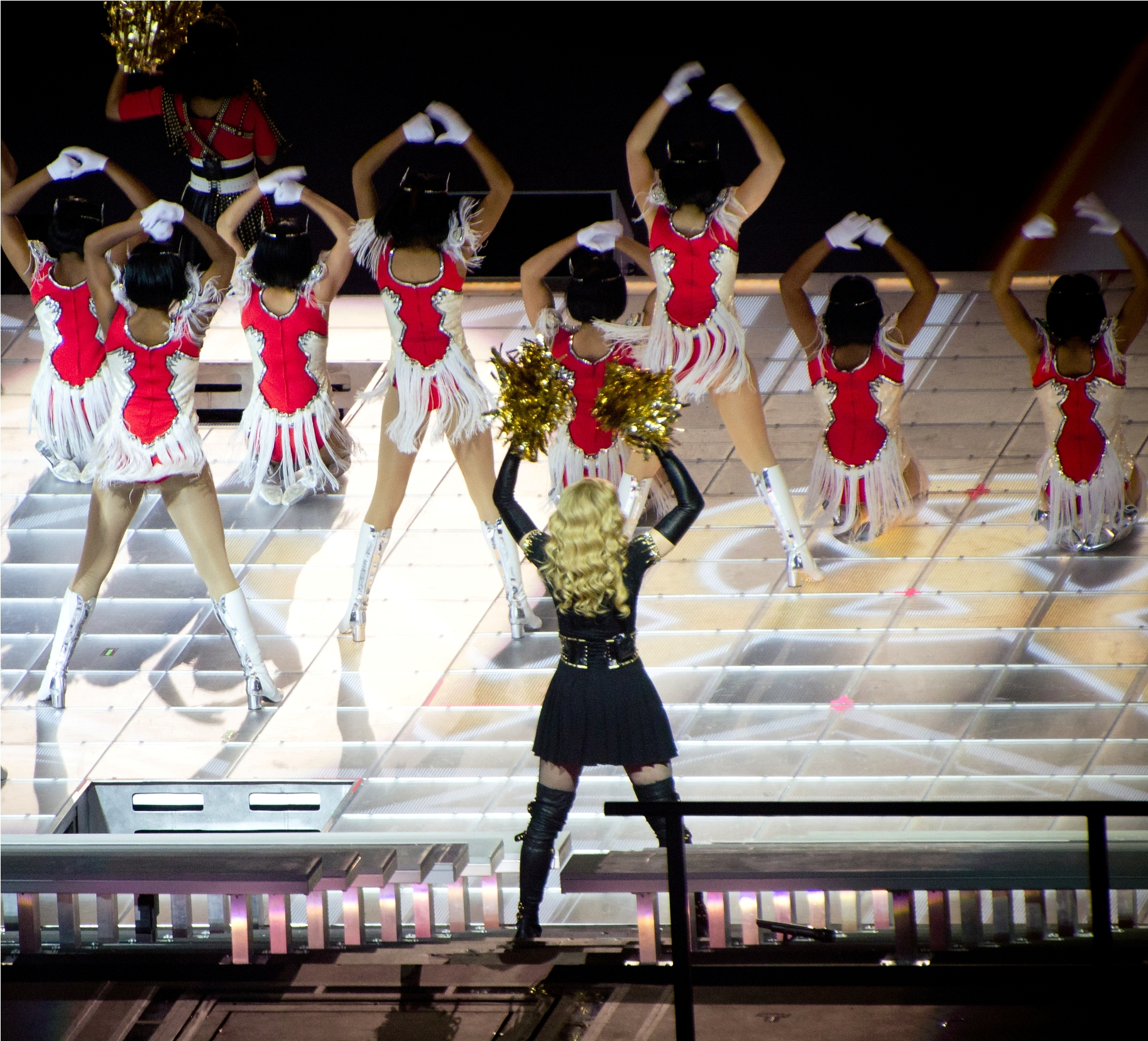
Madonna wykonująca utwór „Give Me All Your Luvin’” podczas Super Bowl XLVI na stadionie Lucas Oil Stadium w Indianapolis w Indianie.

Madonna, Minaj i M.I.A. wykonały „Give Me All Your Luvin’” w ramach występu pierwszej z nich w trakcie przerwy podczas finału mistrzostw Stanów Zjednoczonych w futbolu amerykańskim, zwanym Super Bowl. Występ ten, znany jako half-time show, został potwierdzony przez NFL w grudniu 2011. Super Bowl jest najliczniej oglądaną telewizyjną transmisją muzyczną na świecie, a udział jakiegokolwiek artysty w przerwie meczu uznaje się dla niego za zaszczyt. Występ Madonny został przygotowany we współpracy z formacją Cirque du Soleil, a jego reżyserią zajął się Jamie King, który wyreżyserował koncerty z jej czterech ostatnich tras koncertowych i teledysk do „Sorry” (2006).

## Teledysk
Teledysk do „Give Me All Your Luvin’”, w którym u boku Madonny wystąpiły Minaj i M.I.A., nakręcono w grudniu 2011 roku. Jego reżyserii podjęła się grupa Megaforce, a główną inspirację przy tworzeniu stanowiły występ Madonny w trakcie Super Bowl, futbol amerykański i cheerleading. 8 grudnia Minaj napisała na Twitterze o pocałunku z Madonną na planie wideoklipu. W dniu 2 lutego 2012 zwiastun teledysku zostanie pokazany w trakcie emitowanego w Stanach poprzez stację FOX programu American Idol, natomiast pełny wideoklip zostanie wydany dzień później za pośrednictwem kanału Madonny w serwisie YouTube.

## Wydania i listy utworów
- Digital download[52]

1. „Give Me All Your Luvin’” (featuring Nicki Minaj and M.I.A.) – 3:22

- Digital download – Party Rock Remix[53]

1. „Give Me All Your Luvin’” (Party Rock Remix) (featuring LMFAO and Nicki Minaj) – 4:03

- CD single

1. „Give Me All Your Luvin’” (featuring Nicki Minaj and M.I.A.) – 3:22
2. „Give Me All Your Luvin’” (Party Rock Remix) (featuring LMFAO and Nicki Minaj) – 4:01

- Digital remix EP[54][55]

1. „Give Me All Your Luvin’” (Laidback Luke Remix) – 6:06
2. „Give Me All Your Luvin’” (Nicky Romero Remix) – 5:54
3. „Give Me All Your Luvin’” (Party Rock Remix) (featuring LMFAO and Nicki Minaj) – 4:01
4. „Give Me All Your Luvin’” (Sultan + Ned Shepard Remix) – 5:59
5. „Give Me All Your Luvin’” (Oliver Twizt Remix) – 4:48
6. „Give Me All Your Luvin’” (Demolition Crew Remix) – 7:02

## Notowania i certyfikacje
| Terytorium                 | Notowanie                                | Pozycja |        |
| -------------------------- | ---------------------------------------- | ------- | ------ |
| świat                      | United World Chart                       | 7       | [ 56 ] |
| Australia                  | Australian Singles Chart                 | 25      | [ 57 ] |
| Austria                    | Austrian Singles Chart                   | 11      | [ 58 ] |
| Belgia (Region Flamandzki) | Belgian Flanders Singles Chart           | 6       | [ 58 ] |
| Belgia (Region Waloński)   | Belgian Wallonia Singles Chart           | 3       | [ 58 ] |
| Dania                      | Danish Singles Chart                     | 16      | [ 59 ] |
| Finlandia                  | Finnish Singles Chart                    | 1       | [ 45 ] |
| Francja                    | French Singles Chart                     | 3       | [ 60 ] |
| Hiszpania                  | Spanish Singles Chart                    | 2       | [ 61 ] |
| Holandia                   | Dutch Single Top 100                     | 2       | [ 62 ] |
| Irlandia                   | Irish Singles Chart                      | 11      | [ 63 ] |
| Japonia                    | Japan Hot 100                            | 7       | [ 64 ] |
| Kanada                     | Canadian Singles Chart                   | 1       | [ 64 ] |
| Korea Południowa           | South Korean International Singles Chart | 5       | [ 65 ] |
| Niemcy                     | German Singles Chart                     | 8       | [ 66 ] |
| Nowa Zelandia              | New Zealand Singles Chart                | 29      | [ 44 ] |
| Stany Zjednoczone          | „Billboard” Hot 100                      | 10      | [ 40 ] |
| Stany Zjednoczone          | „Billboard” Adult Pop Songs              | 33      | [ 39 ] |
| Stany Zjednoczone          | „Billboard” Pop Songs                    | 24      | [ 39 ] |
| Szwajcaria                 | Swiss Singles Chart                      | 5       | [ 58 ] |
| Węgry                      | Hungarian Airplay Chart                  | 25      | [ 67 ] |
| Wielka Brytania            | UK Singles Chart                         | 37      | [ 68 ] |
| Włochy                     | Italian Singles Chart                    | 2       | [ 69 ] |

| Państwo | Status |
| ------- | ------ |
| Włochy  | Złoto  |

## Historia wydania
| Terytorium | Data                | Format                    | Wytwórnia płytowa               |        |
| ---------- | ------------------- | ------------------------- | ------------------------------- | ------ |
| świat      | 3 lutego 2012(dts)  | airplay, digital download | Live Nation, Interscope Records | [ 3 ]  |
| Niemcy     | 24 lutego 2012(dts) | CD                        | Interscope Records              | [ 70 ] |
| Polska     | 6 marca 2012(dts)   | CD                        | Universal Music                 | [ 23 ] |